# Maurycy O’Brien de Lacy

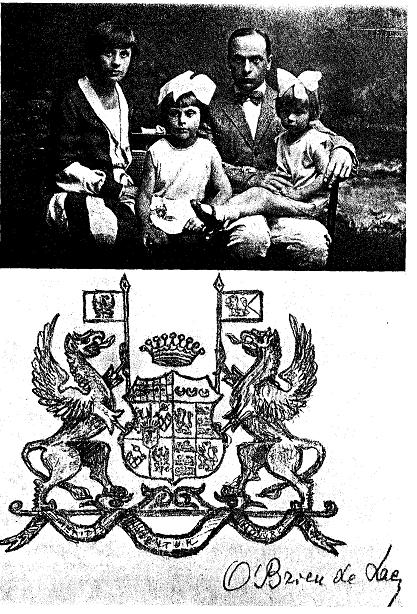
Maurycego O'Brien de Lacy, z żoną Nadzieją Drucką i dziećmi

Maurycy O’Brien de Lacy (ur. 15 kwietnia 1891 w Augustówku pod Grodnem, zm. 23 lipca 1978) – polski ziemianin irlandzkiego pochodzenia, działacz społeczny i samorządowiec, prezydent Grodna (1930–1933), członek Rady Związku Powiatów Rzeczypospolitej Polskiej w 1936 roku.

## Życiorys
Urodził się 15 kwietnia 1891 w majątku Augustówek na Grodzieńszczyźnie w rodzinie ziemiańskiej o korzeniach normańsko-irlandzkich Aleksandra, który był Irlandczykiem, i Gabrieli z Radowickich - Polki, która wychowała dzieci w tradycji patriotycznej. Miał siostry: Marię po mężu Jahołkowską (zm. 1957), Genowefę po mężu Zembrzuską (1883–1971), Aleksandrę po mężu hr. Miączyńską (1895–1987) oraz braci Terencjusza „Terry'ego” i Patryka – oficerów Wojska Polskiego. 
Ukończył studia z dziedziny rolnictwa na Politechnice Ryskiej, gdzie w 1911 przyjęto go do Korporacji „Arkonia”. 
W czasie I wojny światowej pracował dla Czerwonego Krzyża, był m.in. komendantem 156 Szlacheckiego Pociągu Sanitarnego Jego Cesarskiej Mości Księcia Jerzego Michała  na terenach tzw. Nowej Rosji (Odessa) i Ukrainy. Podczas pracy poznał rosyjską arystokratkę Nadzieję Drucką, z którą w listopadzie 1917 wziął w Moskwie ślub (w obrządkach prawosławnym i katolickim), zrywając uprzednio zaręczyny z inną. W okresie rewolucji rosyjskiej lat 1917–1918 przebywał w Moskwie, gdzie był zatrudniony w aprowizacji. W 1918 powrócił do dworu Augustówek na południowych przedmieściach Grodna. W latach 1919–1920 walczył w wojnie polsko-bolszewickiej.
Po powrocie na rodzinne gospodarstwo, które odziedziczył po ojcu (wraz z braćmi), rozpoczął jego odbudowę. Udzielał się społecznie na terenie powiatu grodzieńskiego, pełnił m.in. obowiązki wiceprezesa Związku Ziemian, był członkiem Towarzystwa Rolniczego. W latach 1930–1933 sprawował funkcję prezydenta Grodna.
We wrześniu 1939 został mianowany społecznym inspektorem rolnym powiatu grodzieńskiego. Po agresji ZSRR Na Polskę znalazł się na terenie Mazowsza, gdzie zarządzał podwarszawskim majątkiem. Został aresztowany przez Gestapo, a na skutek interwencji żony w 1940 zwolniony. Podczas wojny pracował również w majątku na warszawskim Rakowcu. Pochowany na cmentarzu Powązkowskim (kwatera 258-3-20).

## Ordery i odznaczenia
- Złoty Krzyż Zasługi (13 kwietnia 1929)[12]
- Medal Świętego Jerzego IV stopnia (Imperium Rosyjskie, 2 lutego 1917)[7]

21 czerwca 1938 Komitet Krzyża i Medalu Niepodległości odrzucił wniosek o nadanie mu tego odznaczenia.

## Literatura
- Nadzieja Drucka, Trzy czwarte...: wspomnienia, Państwowy Instytut Wydawniczy, Warszawa 1977.
- Памяти героев Великой войны 1914–1918 : Поиск героев войны : О`Бриен де Ласси Маврикий Александрович. Ministerstwo Obrony Federacji Rosyjskiej Zarząd ds. utrwalenia pamięci poległych w obronie Ojczyzny. [dostęp 2021-08-15]. (ros.).